# Cadexomero iodico
Il  cadexomero iodico  o cadessomero iodico (conosciuto anche come NI 009) è un polimero idrofilo contenente lo 0,9% di iodio all'interno della matrice elicoidale. È quindi assimilabile ad uno iodoforo, ovvero ad un prodotto nel quale un agente tensioattivo agisce comportandosi da trasportatore e solubilizzante (ad esempio un surfattante o povidone) dello iodio. La molecola viene prodotta per reazione della destrina con epicloridrina e combinazione con gruppi scambiatori di ioni e iodio. Il composto viene utilizzato come farmaco in alcune forme specifiche di ulcere venose e piaghe da decubito.

## Farmacodinamica
Il cadexomero iodico favorisce la detersione di piaghe umide ed esercita un'attività antisettica, grazie alla liberazione di iodio.
La polvere essiccata di cadexomero iodico adsorbe l'essudato, il materiale purulento e altre impurità della piaga formando un gel sulla superficie della lesione.
Il gel agisce come scambiatore di ioni, mantenendo così un pH leggermente acido a livello della piaga. 
Il gel consentirebbe inoltre il drenaggio delle macromolecole proteiche del tessuto necrotico e dei microorganismi.
La rimozione del gel, una volta terminata l'azione terapeutica, avviene con facilità e senza determinare il danneggiamento del fragile epitelio di rigenerazione sottostante.

## Farmacocinetica
Lo iodio presente nella pasta destinata ad applicazione topica può essere assorbito dall'organismo, in percentuale variabile da individuo ad individuo, e passare nel circolo sistemico. Questa evenienza si verifica specialmente quando vengono trattate lesioni profonde o estese. La maggior parte del composto viene biotrasformata ad opera delle amilasi che sono normalmente presenti nei fluidi essudatizi delle ferite.
Lo iodio assorbito può oltrepassare la barriera placentare ed essere escreto nel latte materno. L'eliminazione della quota adsorbita avviene rapidamente e quasi esclusivamente attraverso l'emuntorio renale.

## Usi clinici
La molecola viene utilizzata per la cura di ulcera da pressione, ferite essudanti croniche, ulcere venose degli arti inferiori e piaghe da decubito, come anche per accelerare il processo di guarigione di ferite chirurgiche, attenuando l'associata sintomatologia dolorosa.

## Effetti collaterali e indesiderati
Nel corso del trattamento sono stati segnalati alcuni effetti avversi, prevalentemente a livello locale: irritazione, edema localizzato, bruciore o dolore transitorio nella sede di applicazione, entro la prima ora del trattamento.
Alcuni pazienti possono manifestare reazioni da ipersensibilità comprendenti allergia da contatto, orticaria, dermatite, eczema. Può inoltre verificarsi iperemia (arrossamento) o tumefazione di lieve entità nella zona che circonda la ferita, talvolta accompagnati da sensazione di prurito. 
Occasionalmente, qualora il bendaggio non sia stato sostituito con la dovuta frequenza, è possibile che si verifichi la formazione di una crosta aderente che viene a ritardare il processo di guarigione. 
In alcuni pazienti sono stati registrati anche casi di ematuria ed alterata funzionalità tiroidea.

## Controindicazioni
Il farmaco è controindicato nei soggetti con ipersensibilità individuale nota al principio attivo oppure agli eccipienti utilizzati nella preparazione farmacologica. È inoltre controindicato nei pazienti affetti da alcune patologie quali ipertiroidismo, la tiroidite di Hashimoto oppure il morbo di Graves. Generalmente sconsigliato nelle donne in stato di gravidanza e in quelle che allattano al seno.

## Dosi terapeutiche
Il cadexomero iodico viene applicato localmente (per via topica) in forma di polvere microgranulare contenente iodio allo 0,9%. Il contenuto di una bustina da 3 g permette il trattamento di una piaga di 15 cm² di superficie. Il farmaco viene applicato sulla superficie della ferita o ulcera, in genere per tre volte alla settimana. La pasta deve essere successivamente coperta con una garza asciutta.

La medicazione deve essere sostituita quando la pasta diviene satura di essudato e perde quindi il colore originario. 
Ogni qual volta si sostituisce la pasta è necessario rimuovere con delicatezza la superficie trattata dalla pasta residua, ormai esaurita, risciacquando la parte con acqua o soluzione fisiologica. La durata massima consigliata del trattamento non deve superare i tre mesi.

## Interazioni
- Litio: la contemporanea somministrazione di litio può comportare un aumentato rischio di alterazione della funzionalità tiroidea, e in particolare di ipotiroidismo.
- Altri antisettici a base di mercurio (merbromina, thiomersal): il contemporaneo utilizzo di queste sostanze antisettiche è sconsigliato per reciproche interazioni negative.